# 李輔 (嘉靖進士)
李輔（1531年—1590年），字子卿，號近台，江西南昌府進賢縣人，民籍，明朝政治人物。

## 生平
嘉靖三十四年（1555年）乙卯科江西鄉試第五十五名舉人。嘉靖三十八年（1559年）中式己未科會試第八名，三甲第一百五十三名進士。授中书舍人，四十二年十一月选授浙江道试监察御史，四十三年三月實授，四十四年巡按辽东，隆慶四年（1570年）改河南道御史，二月提调北直隶学校。萬曆二年（1574年）二月復除原职，次月提调南直隶学政，丁忧归。四年十一月起复原职，七年五月升太仆寺少卿，八年十月升南京太僕寺卿，九年六月升南京太常寺卿，十年二月改北太常寺卿，十一年十二月升右副都御史、巡抚山东，十四年二月升都察院右副都御史协理院事，十五年三月升工部右侍郎，十六年九月升南京工部尚書，十八年二月卒于官，賜祭葬，贈太子少保。

## 家族
曾祖李萼；祖父李廷裕；父李柯。母陳氏。具庆下。兄李轼。弟李舆、李載。